# Frederiksberg Have
Frederiksberg Have er en slotshave på Frederiksberg. Haven, der er ejet af staten og vedligeholdes af Slots- og Kulturstyrelsen , grænser op til Københavns Zoo og Søndermarken.
Slotshaven blev anlagt af Frederik 4. omkring Frederiksberg Slot og rummer i dag både rester af en barokhave og en romantisk landskabshave. Der er flere søer, kanaler og fremmedartede træer og buske i haven, der er meget velbesøgt. Haven indeholder 24 selvstændige bygninger og 19 bygningsanlæg. I midten af haven ligger på en ø et kinesisk lysthus, hvor der er fri adgang om søndagen i sommermånederne.
Haven besøges af ca. tre millioner besøgende årligt, og danner om sommeren rammen om adskillige kulturarrangementer. Sankt Hans aften er der bålfest ved vandet nær Frederiksberg Slot. Det er nu muligt fra Frederiksberg Have at se elefanterne i Zoologisk Have i deres nye omgivelser. Frederiksberg Have byder desuden på et rigt fugleliv med bl.a. gråænder, grågæs, knopsvaner, fiskehejrer og canadagæs.
Haven, der er 31,7 ha, har været offentligt tilgængelig siden 1852.

## Historie
Den danske dronning Sophie Amalie anlagde i 1662 en gård til kongens døtre, hvor de kunne blive oplært i hyslige sysler. Gården blev anlagt i landsbyen Ny Amager omkring den nuværende Allégade på Frederiksberg. Gården, Prinsessernes Gård, blev til Prinsens Gård, da prinsesserne flyttede ud i 1680 og herefter overtaget af kronprins Frederik. I kronprinsens ejertid blev haverne omkring gården udbygget med bl.a. fuglehuse, havehuse og haveanlæg. 

I 1697 blev besluttet at opføre et nyt hus til kongen, det senere Frederiksberg Slot. I forbindelse med opførelsen af slottet blev haveanlægget anlagt og udvidet. Haven blev anlagt nord og syd for slottet. Haven nord for slottet blev anlagt som en barokhave med inspiration fra kronprinsens udlandsrejser i Frankrig og Italien. Opmåling og planlægning af haven blev udført af Hans Henrik Scheel i 1697. Syd for slottet blev anlagt den nuværende Søndermarken med alléer af lindetræer.
Haven blev i perioden 1798-1804 omlagt til en romantisk, landskabelig have.
Den 1. september 1940 var der alsangsstævne i haven.

## Rundt om Frederiksberg Have
Ved hovedindgangen (mod øst) på Frederiksberg Runddel står en statue af Frederik 6. (en), hvis mange sommerture i parken gjorde haven (og ham selv) populær. 
I hvert hjørne af det store kvadrat, der omslutter Frederiksberg Have, er der bemærkelsesværdige historiske bygninger. 
- NordVest ... : Den Kongelige Porcelænsfabrik – bygningerne fra 1884, (fabrikken fra 1775)
- Sydvest ..... : Zoologisk Have – fra 1859
- Sydøst ..... : De små Haver – fra 1859[3]
- Nordøst .... : Frederiksberg Rådhus 1942-1953

## De Små Haver
De Små Haver ved Pile Allé blev velbesøgte traktørsteder for byens borgere, før turen gik hjem igen til København.
Tre haver findes endnu: 
- Hansens Gamle Familiehave
- M.G. Petersens Familiehave
- Krøgers Familiehave

## Koloni af fiskehejrer
På en ø i Frederiksberg Have er der en koloni af fiskehejrer. De lever af det som Frederiksberg borgerne giver dem. De tager også en tur til København Zoo for at ”stjæle” føde. Desuden havde de Hejremanden.